# Kent (Band)
Kent war eine schwedische Rockband aus Eskilstuna, die vor allem in Skandinavien große Erfolge zu verzeichnen hatte. Innerhalb von 20 Jahren verkaufte sie über 2,3 Millionen Tonträger.

## Bandgeschichte

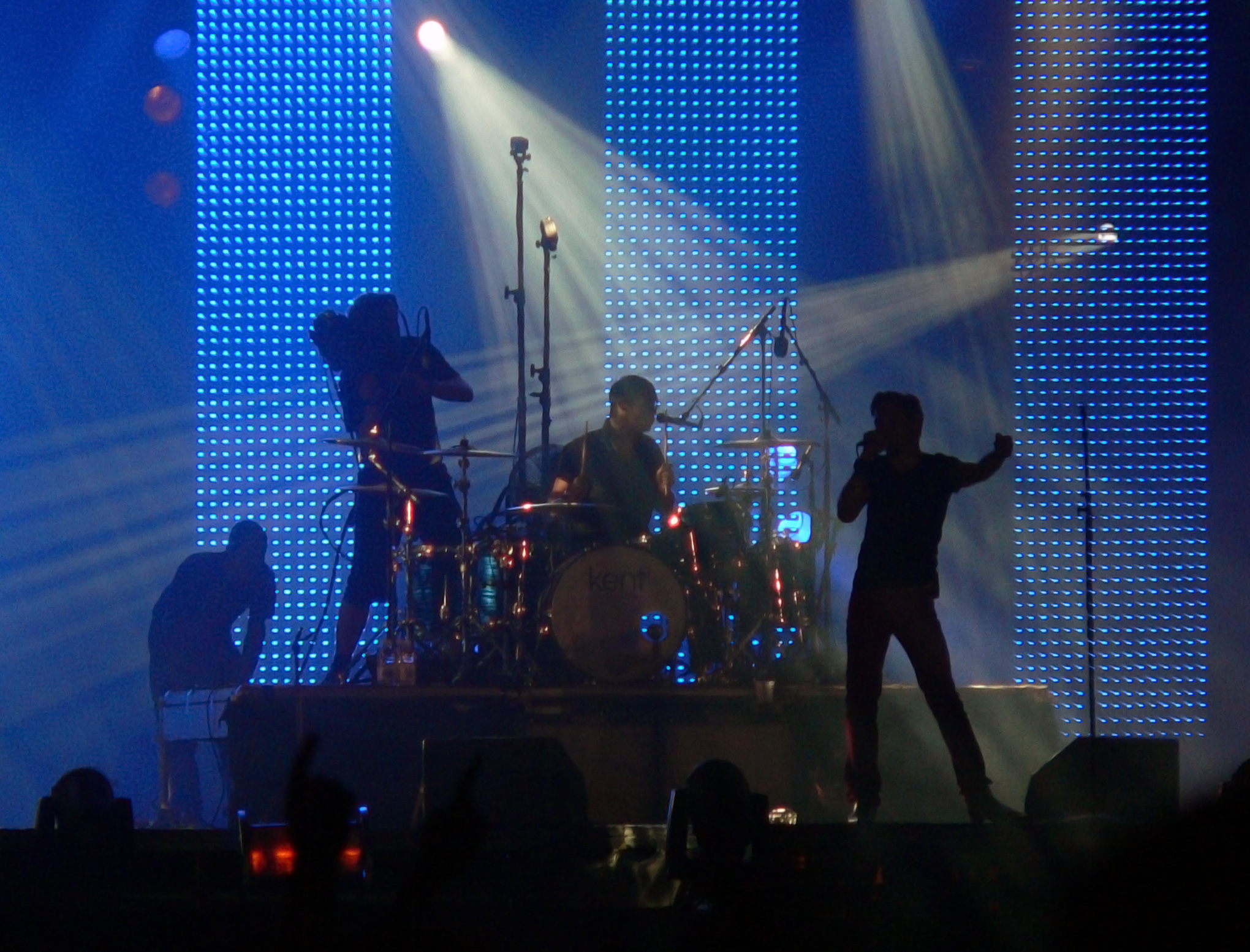
Kent-Konzert (2005)

Die Band formierte sich 1990 in Eskilstuna als Jones & Giftet (‚Jones und das Gift‘) aus den Mitgliedern Joakim Berg, Martin Sköld, Markus Mustonen, Sami Sirviö und Thomas Bergqvist. Letzterer wurde 1992 durch Martin Roos ersetzt, die Band änderte ihren Namen in Havsänglar (‚Meeresengel‘).
1993 zog die Band nach Stockholm und nannte sich fortan Kent. 1995, im Jahr der Veröffentlichung des ersten Albums Kent, ersetzte Harri Mänty Martin Roos. Ein Jahr später veröffentlichte die Band Verkligen, das es auf Platz 1 der schwedischen Albumcharts schaffte. Daraus ging auch die erste Top-Ten-Single Kräm hervor.

### Zwischen Alternative Rock und Pop-Rock – Aufstieg und Massenerfolg
Nach einer Tour wurde 1997 Isola, das dritte Studioalbum, veröffentlicht. Der letzte Track auf diesem Album 747, der genau 7:47 Minuten dauert, zählt bis heute zu den beliebtesten Titeln unter den Fans. Aufgrund der wachsenden Beliebtheit beschloss Kent, das Album international auf Englisch herauszubringen und in den USA auf Tournee zu gehen. Der Erfolg blieb jedoch aus. Das nächste Album Hagnesta Hill (1999) wurde wieder ein großer Erfolg in ihrer Heimat, die englische Version des Albums und die US-Tournee erneut ein Flop. Kurze Zeit später veröffentlichte die Band eine Doppel-CD mit allen B-Seiten seit ihrem Karrierebeginn (B-Sidor 95-00), dazu gehörte auch das Lied Utan dina andetag. Dieses steht für zwei Kuriosa: Als B-Seite der Single Om du var här erreichte es gut dreizehn Jahre nach deren Erscheinen selbst die schwedischen Singlecharts. Zum anderen ist es das am meisten gespielte Lied der Band bei Spotify.
Nach ihrer bis dahin längsten Pause, brachte die Band im Jahr 2002 das Album Vapen & Ammunition heraus. Mit sieben Wochen auf Platz 1 der Albumcharts und dem ersten Nummer-eins-Hit (Dom andra) wurde diese Platte, die sich über 600.000 Mal verkaufte, zur erfolgreichsten der Bandgeschichte. Die Pläne für eine englische Version des Albums wurden aufgrund der Erfahrungen mit den letzten beiden Studioalben verworfen. Die Band gab ein einziges Konzert im Jahr 2003, zu dem rund 30.000 Fans ins Stockholmer Stadion kamen.

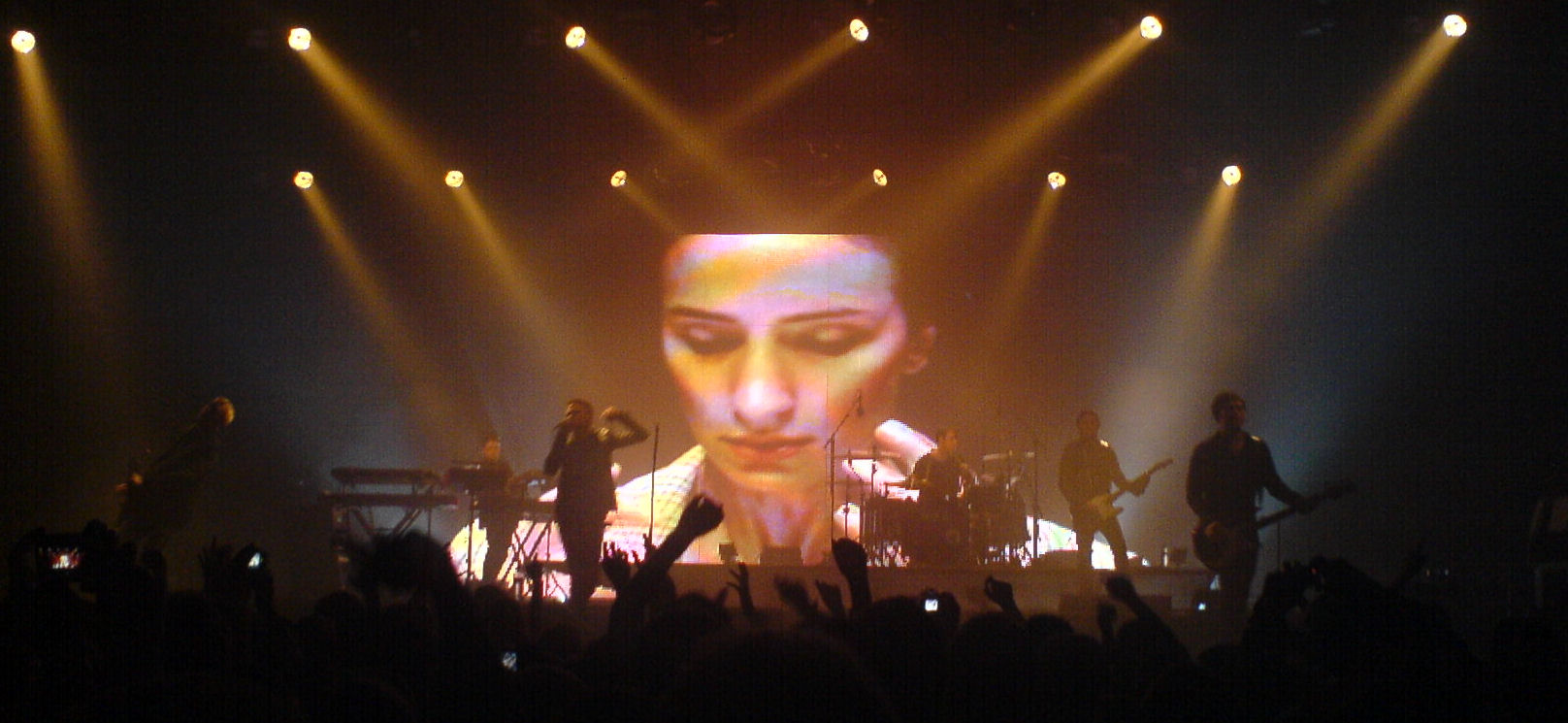
Kent-Konzert (2008)

2005 erschien das Album Du & jag döden. Als Produzent war Stefan Boman verantwortlich, mit dem sich Kent ihr Studio in Älsvjö teilen. Das Album hielt sich erneut mehrere Wochen an der Spitze der Charts und beinhaltete zwei Nummer-eins-Hits (Max 500 und Palace & Main). Im Herbst desselben Jahres wurde The Hjärta & Smärta EP veröffentlicht und erreichte Platz 1 der Singlecharts. Diese EP enthielt fünf Titel, darunter Vi mot världen und Dom som försvann, die sich separat in den schwedischen Charts platzierten. Zu letzterem wurde ein Video gedreht, das einen nationalen Preis gewann.

### Stilwechsel zum Electro-Rock – neue Fangeneration
Anlässlich einer Fernsehdokumentation über misshandelte Kinder veröffentlichte die Band im Frühjahr 2006 ein speziell für dieses Thema geschriebenes Lied mit dem Titel Nålens öga, das für einen geringen Spendenbetrag käuflich ist. Ein halbes Jahr später kündigte die Band an, dass sie im Herbst 2007 ihr nunmehr siebtes Album fertigstellen wollte. Die ersten Aufnahmen wurden ab Januar in den Allaire Studios – dort spielte bereits David Bowie ein – im US-Bundesstaat New York gemacht. Dabei war der dänische Produzent Jon Schumann, mit dem die Band zum ersten Mal zusammenarbeitete. Eine weitere Personalie in Vorbereitung auf das neue Album war der Rücktritt von Gitarrist Harri Mänty, der nach Angaben der Band vorerst nicht ersetzt werden soll. Der Grund für den Ausstieg wurde zunächst verschleiert. In der späteren Fernsehdokumentation Vi är inte längre där gab die Band zu, dass Mänty auf Grund seines Alkoholkonsums zum Austritt gezwungen wurde. Mänty blieb jedoch weiter im Geschäft. 2009 trat er mit der Band der schwedischen Sängerin Adiam Dymott auf.
Im Oktober 2007 erschien Tillbaka till samtiden (dt. Zurück in die Gegenwart) als erstes schwedischsprachiges Album von Kent auch auf dem deutschen Markt. Während sich das Album vor allem in der Heimat rasch als Verkaufsschlager erwies, blieben die Singleauskopplungen hinter den Erwartungen zurück. So konnten Kent auch keinen Nummer-eins-Hit in der schwedischen „Top 60 Hitlistan“ verbuchen. Die vierte Single Vy från ett luftslott wurde sogar kostenlos zum Download freigegeben. Um Nutzern von Musiktauschbörsen bewusst zu machen, wie viel Aufwand hinter der Produktion von Musik bzw. Musikvideos steckt, entschloss sich die Band im Juni 2008 zu einem ungewöhnlichen Aufruf: Über YouTube lud sie ihre Fans dazu ein, eigene Videos zu dem Lied zu drehen. Der Gewinnerbeitrag wurde veröffentlicht und über Musikfernsehsender ausgestrahlt.
Nach ihrer Sommertournee 2008 zogen sich Kent zurück, um in New York das grundlegende Material für ihr kommendes Album zu erarbeiten. Als „Halbzeitbilanz“ ihrer Karriere gab die Band im Oktober die Sammlung Box 1991-2008 heraus. Sie umfasst zehn CDs sowie ein Buch mit Interviews, Liedtexten, Privatfotos etc. Außerdem gab es im Dezember das Lied På drift zum freien Download. Es bildete die Hintergrundmusik für einen Werbeclip der schwedischen Kinderschutzorganisation „Friends“.
Im Meistersaal am Potsdamer Platz begannen Kent im April 2009 mit den Aufnahmen für ihr achtes Studioalbum, Röd (dt. Rot). Die Rolle des Produzenten übernahm erneut Jon Schumann. Ein halbes Jahr später wurde die Single Töntarna zunächst digital, später im herkömmlichen CD-Format inklusive dreier Remixe veröffentlicht. Die Band stellte das Album am 27. Oktober 2009 ebenfalls im Meistersaal der skandinavischen Presse vor. Am 6. November 2009 spielte sie im New Yorker „The Bowery“-Hotel vor geladenen Gästen. Anlässlich des Verkaufsstarts der Konzertkarten für ihre neue Tournee machten Kent auf eine Hilfsaktion zugunsten des Vereins Stockholmer Obdachloser aufmerksam: Sie produzierten die Titelmelodie der Dokumentarserie „Obdachlos“, die im schwedischen Fernsehen u. a. über die Arbeit des Vereins berichtet. Unter dem Titel 2000 wurde die Melodie als Lied vertont. Die auf einhundert physische Exemplare limitierte Single konnte beim Verein ersteigert werden; in den Handel kam nur eine digitale Version.

### Rückkehr zum Pop-Rock – zweite Karrierehälfte
Nach der Wintertournee 2010 kehrte die Band in ihr Studio zurück und nahm ihr neuntes Album auf. Es trägt den Titel En plats i solen (dt. Ein Platz an der Sonne) und wurde erst zwei Wochen vor seinem Erscheinen offiziell angekündigt. Als Produzent wirkte erstmals wieder Stefan Boman mit. Ein echtes Novum: Auf Musikvideos zu den veröffentlichten Singles wurde verzichtet.
Im Juni 2011 unterschrieben Kent einen Vertrag bei dem Label Universal Music. Damit endete eine 16-jährige Zusammenarbeit mit Sony BMG respektive RCA Records, die mit dem Album Verkligen begonnen hatte. Nach längeren Vorarbeiten reiste die Band im November zusammen mit dem Fotografen Jesper Waldersten nach Südfrankreich. Der Aufenthalt auf einem ländlichen Anwesen mit Tonstudio, Musikarchiv, Bibliothek und Gästezimmern wurde zum Einspielen neuer Lieder genutzt. Die offizielle Ankündigung des neuen Albums erfolgte Mitte Dezember via Website und Facebook: Mit Jag är inte rädd för mörkret (dt. Ich habe keine Angst vor der Dunkelheit) erschien im April 2012 das nunmehr zehnte Studioalbum der Band. Es wurde erneut zusammen mit Stefan Bomann produziert und in einer einzigen, für Journalisten wie Fans organisierten Pressekonferenz vorgestellt. Im Frühling und Sommer gingen Kent mit dem neuen Material skandinavienweit auf Tour. Die Verkaufszahlen des Albums blieben mit einmal Gold und einmal Platin (für 40.000 Exemplare) deutlich hinter den Vorgängeralben zurück.
Im August 2013 traten Kent zusammen mit Lars Winnerbäck und Robyn vor 40.000 Zuschauern beim Eröffnungskonzert der Tele2-Arena in Stockholm auf. Bei dieser Gelegenheit kündigte die Band ein neues Album an. Im Dezember begannen die Aufnahmen, u. a. mit einem mehrwöchigen Aufenthalt in den Conway Recording Studios in Los Angeles. Abgemixt wurden das Material wie üblich im Park Studio. Als Produzent war Daniel Ledinsky beteiligt, welcher bei Atlantic Records in New York engagiert ist und das Stockholmer Label Razzia Records betreibt. Bereits im Dezember 2013 gab es über soziale Netzwerke diverse Ankündigungen und Bilder rund um den Schaffensprozess.
Anfang März 2014 verkündete die Band offiziell die Veröffentlichung der neuen Single La Belle Époque. Der Track, der stilistisch an das Vorgängeralbum anknüpft, erschien am 12. März 2014 zum Download auf diversen Medienplattformen. Das Album folgte am 30. April 2014 in physischer und digitaler Form sowie als Vinyl. Es trägt den Titel Tigerdrottningen (dt. Die Tigerkönigin) und besteht aus elf Liedern, an denen einige Gastsingende Anteil haben; darunter die schwedischen Solokünstlerinnen Petra Marklund, Camela Leierth und Beatrice Eli sowie der Sänger- und Songwriter Erik Hassle. Kent präsentierten ihr Album bei Liveauftritten in kleineren Clubs und auf drei „Eintagsfestivals“, die im Mai und im Juni 2014 zusammen mit anderen namhaften Bands in Schweden und Dänemark stattfanden.
Am 13. März 2016 veröffentlichte die Band ein Video, das den 17. Dezember 2016 als Todestag der Band ankündigte. Einen Tag später wurde das Ende von Kent offiziell bestätigt. Nach dem zwölften Studioalbum Då som nu för alltid (dt. Damals wie heute für immer), einem Best-Of-Album sowie einer großen Skandinavien-Tournee im Herbst nahm die Band in der Stockholmer Tele2-Arena vor großem Publikum ihren Abschied. Das letzte Konzert am 17.12. war binnen weniger Minuten ausverkauft, weshalb mehrere Zusatztermine bestätigt wurden. Im Vorfeld des neuen Albums kam die Single Egoist in den Handel – zunächst als Download, später als Vinyl. Sie war nach dem offiziellen Erscheinungstermin von Då som nu för alltid gemeinsam mit den elf Titeln der Platte eine Woche lang in der schwedischen Top 100 vertreten.
Am 18. Oktober 2024 veröffentlichten Kent ein Video, das ein begrenztes Comeback ankündigte. Die Band machte damit auf zunächst drei Konzerttermine im März 2025 aufmerksam. Spåter gab sie drei weiter Konzerttermine bekannt. Neue Aufnahmen oder eine richtige Tournee schloss die Band jedoch aus.

## Diskografie

### Schwedische Studioalben
| Jahr | Titel Musiklabel                              | Höchstplatzierung, Gesamtwochen, AuszeichnungChartplatzierungen (Jahr, Titel, Musiklabel, Platzierungen, Wochen, Auszeichnungen, Anmerkungen) | Höchstplatzierung, Gesamtwochen, AuszeichnungChartplatzierungen (Jahr, Titel, Musiklabel, Platzierungen, Wochen, Auszeichnungen, Anmerkungen) | Höchstplatzierung, Gesamtwochen, AuszeichnungChartplatzierungen (Jahr, Titel, Musiklabel, Platzierungen, Wochen, Auszeichnungen, Anmerkungen) | Höchstplatzierung, Gesamtwochen, AuszeichnungChartplatzierungen (Jahr, Titel, Musiklabel, Platzierungen, Wochen, Auszeichnungen, Anmerkungen) | Anmerkungen                                                                             |
| Jahr | Titel Musiklabel                              | SE | NO | FI | DK | Anmerkungen                                                                             |
| ---- | --------------------------------------------- | --- | --- | --- | --- | --------------------------------------------------------------------------------------- |
| 1995 | Kent RCA, BMG                                 | SE14 Gold · (… Wo.)SE | — | — | — | Erstveröffentlichung: 15. März 1995 Wiedereinstieg am 27. November 2015 auf Platz 14    |
| 1996 | Verkligen RCA, BMG                            | SE1 Platin · (… Wo.)SE | — | — | — | Erstveröffentlichung: 15. März 1996 Wiedereinstieg am 27. November 2015 auf Platz 15    |
| 1997 | Isola RCA, BMG                                | SE1 ×2Doppelplatin · (… Wo.)SE | NO35 Gold · (2 Wo.)NO | FI12 Gold · (25 Wo.)FI | — | Erstveröffentlichung: 12. November 1997 Wiedereinstieg am 27. November 2015 auf Platz 9 |
| 1999 | Hagnesta Hill RCA, BMG                        | SE1 ×2Doppelplatin · (… Wo.)SE | NO9 (24 Wo.)NO | FI6 Gold · (15 Wo.)FI | — | Erstveröffentlichung: 6. Dezember 1999 Wiedereinstieg am 27. November 2015 auf Platz 11 |
| 2002 | Vapen & ammunition RCA, BMG                   | SE1 ×6Sechsfachplatin · (… Wo.)SE | NO1 ×2Doppelplatin · (41 Wo.)NO | FI1 Platin · (45 Wo.)FI | DK4 ×2Doppelplatin · (20 Wo.)DK | Erstveröffentlichung: 15. April 2002 Wiedereinstieg am 27. November 2015 auf Platz 6    |
| 2005 | Du & jag döden RCA, Sony BMG                  | SE1 ×2Doppelplatin · (… Wo.)SE | NO1 (21 Wo.)NO | FI2 Gold · (17 Wo.)FI | DK2 (10 Wo.)DK | Erstveröffentlichung: 15. März 2005 Wiedereinstieg am 27. November 2015 auf Platz 8     |
| 2007 | Tillbaka till samtiden RCA, Sony BMG          | SE1 ×3Dreifachplatin · (… Wo.)SE | NO2 (28 Wo.)NO | FI3 (12 Wo.)FI | DK5 Platin · (7 Wo.)DK | Erstveröffentlichung: 17. Oktober 2007 Wiedereinstieg am 27. November 2015 auf Platz 25 |
| 2009 | Röd RCA, Sony                                 | SE1 ×2Doppelplatin · (… Wo.)SE | NO4 (9 Wo.)NO | FI4 (7 Wo.)FI | DK6 (4 Wo.)DK | Erstveröffentlichung: 6. November 2009 Wiedereinstieg am 27. November 2015 auf Platz 20 |
| 2010 | En plats i solen RCA                          | SE1 Platin · (31 Wo.)SE | NO2 (13 Wo.)NO | FI1 Gold · (12 Wo.)FI | DK4 (10 Wo.)DK | Erstveröffentlichung: 30. Juni 2010 Wiedereinstieg am 27. November 2015 auf Platz 23    |
| 2012 | Jag är inte rädd för mörkret Sonet, Universal | SE1 Platin · (… Wo.)SE | NO1 (20 Wo.)NO | FI5 (9 Wo.)FI | DK2 (6 Wo.)DK | Erstveröffentlichung: 25. April 2012 Wiedereinstieg am 21. Oktober 2016 auf Platz 28    |
| 2014 | Tigerdrottningen Sonet, Universal             | SE1 Platin · (… Wo.)SE | NO1 (11 Wo.)NO | FI6 (6 Wo.)FI | DK3 (7 Wo.)DK | Erstveröffentlichung: 30. April 2014                                                    |
| 2016 | Då som nu för alltid RCA, Sony                | SE1 ×2Doppelplatin · (133 Wo.)SE | NO5 (4 Wo.)NO | FI3 (7 Wo.)FI | DK13 (1 Wo.)DK | Erstveröffentlichung: 20. Mai 2016                                                      |

### Englische Studioalben
| Jahr | Titel Musiklabel       | Höchstplatzierung, Gesamtwochen, AuszeichnungChartsChartplatzierungen (Jahr, Titel, Musiklabel, Platzierungen, Wochen, Auszeichnungen, Anmerkungen) | Anmerkungen                          |
| Jahr | Titel Musiklabel       | SE | Anmerkungen                          |
| ---- | ---------------------- | --- | ------------------------------------ |
| 1998 | Isola RCA, BMG         | SE59 (1 Wo.)SE | Erstveröffentlichung: 27. April 1998 |
| 2000 | Hagnesta Hill RCA, BMG | SE45 (2 Wo.)SE | Erstveröffentlichung: 28. April 2000 |

### Kompilationen
| Jahr | Titel         | Höchstplatzierung, Gesamtwochen, AuszeichnungChartplatzierungen (Jahr, Titel, Platzierungen, Wochen, Auszeichnungen, Anmerkungen) | Höchstplatzierung, Gesamtwochen, AuszeichnungChartplatzierungen (Jahr, Titel, Platzierungen, Wochen, Auszeichnungen, Anmerkungen) | Höchstplatzierung, Gesamtwochen, AuszeichnungChartplatzierungen (Jahr, Titel, Platzierungen, Wochen, Auszeichnungen, Anmerkungen) | Anmerkungen                                                                              |
| Jahr | Titel         | SE | NO | FI | Anmerkungen                                                                              |
| ---- | ------------- | --- | --- | --- | ---------------------------------------------------------------------------------------- |
| 2000 | B-sidor 95–00 | SE2 Platin · (… Wo.)SE | NO31 (7 Wo.)NO | FI18 (4 Wo.)FI | Erstveröffentlichung: 29. November 2000 Wiedereinstieg auf Platz 16 am 27. November 2015 |
| 2016 | Best Of       | SE1 (37 Wo.)SE | NO16 (2 Wo.)NO | FI9 (3 Wo.)FI | Erstveröffentlichung: 16. September 2016                                                 |

### EPs
| Jahr | Titel                          | Höchstplatzierung, Gesamtwochen, AuszeichnungChartplatzierungen (Jahr, Titel, Platzierungen, Wochen, Auszeichnungen, Anmerkungen) | Höchstplatzierung, Gesamtwochen, AuszeichnungChartplatzierungen (Jahr, Titel, Platzierungen, Wochen, Auszeichnungen, Anmerkungen) | Höchstplatzierung, Gesamtwochen, AuszeichnungChartplatzierungen (Jahr, Titel, Platzierungen, Wochen, Auszeichnungen, Anmerkungen) | Höchstplatzierung, Gesamtwochen, AuszeichnungChartplatzierungen (Jahr, Titel, Platzierungen, Wochen, Auszeichnungen, Anmerkungen) | Anmerkungen                                                                              |
| Jahr | Titel                          | SE | NO | FI | DK | Anmerkungen                                                                              |
| ---- | ------------------------------ | --- | --- | --- | --- | ---------------------------------------------------------------------------------------- |
| 2005 | The hjärta & smärta EP         | SE1 (33 Wo.)SE | NO2 (14 Wo.)NO | FI1 (8 Wo.)FI | DK2 (57 Wo.)DK | Erstveröffentlichung: 2. November 2005 Platzierungen in den jeweiligen Singlecharts      |
| 2020 | The hjärta & smärta EP [Vinyl] | SE4 (1 Wo.)SE | — | — | — | Vinylausgabe der EP zum 15-jährigen Jubiläum Platzierung in den schwedischen Albumcharts |

### Schwedische Singles
| Jahr | Titel Album                                             | Höchstplatzierung, Gesamtwochen, AuszeichnungChartplatzierungen (Jahr, Titel, Album, Platzierungen, Wochen, Auszeichnungen, Anmerkungen) | Höchstplatzierung, Gesamtwochen, AuszeichnungChartplatzierungen (Jahr, Titel, Album, Platzierungen, Wochen, Auszeichnungen, Anmerkungen) | Höchstplatzierung, Gesamtwochen, AuszeichnungChartplatzierungen (Jahr, Titel, Album, Platzierungen, Wochen, Auszeichnungen, Anmerkungen) | Höchstplatzierung, Gesamtwochen, AuszeichnungChartplatzierungen (Jahr, Titel, Album, Platzierungen, Wochen, Auszeichnungen, Anmerkungen) | Anmerkungen                                                                                   |
| Jahr | Titel Album                                             | SE | NO | FI | DK | Anmerkungen                                                                                   |
| --- | ------------------------------------------------------- | --- | --- | --- | --- | --------------------------------------------------------------------------------------------- |
| 1996 | Kräm (så nära får ingen gå) Verkligen                   | SE4 (15 Wo.)SE | — | — | — | Erstveröffentlichung: 9. Februar 1996                                                         |
| 1996 | Halka Verkligen                                         | SE36 (6 Wo.)SE | — | — | — | Erstveröffentlichung: 29. April 1996                                                          |
| 1996 | Gravitation Verkligen                                   | SE14 (10 Wo.)SE | — | — | — | Erstveröffentlichung: 23. Oktober 1996                                                        |
| 1997 | Om du var här Isola                                     | SE3 Gold · (14 Wo.)SE | — | — | — | Erstveröffentlichung: 6. Oktober 1997                                                         |
| 1998 | Saker man ser Isola                                     | SE22 (4 Wo.)SE | — | — | — | Erstveröffentlichung: 26. Januar 1998                                                         |
| 1998 | 747 Isola                                               | SE28 (6 Wo.)SE | — | — | — | Erstveröffentlichung: 13. Juli 1998                                                           |
| 1999 | Musik non stop Hagnesta Hill                            | SE3 (7 Wo.)SE | NO14 (2 Wo.)NO | FI9 (4 Wo.)FI | — | Erstveröffentlichung: 15. November 1999                                                       |
| 2000 | En himmelsk drog Hagnesta Hill                          | SE12 (5 Wo.)SE | — | FI11 (2 Wo.)FI | — | Erstveröffentlichung: 8. März 2000                                                            |
| 2000 | Kevlarsjäl Hagnesta Hill                                | SE23 (7 Wo.)SE | — | — | — | Erstveröffentlichung: 4. September 2000                                                       |
| 2000 | Chans B-sidor 95–00                                     | SE14 (8 Wo.)SE | — | — | — | Erstveröffentlichung: 11. November 2000                                                       |
| 2002 | Dom andra Vapen & ammunition                            | SE1 Platin · (24 Wo.)SE | NO8 (11 Wo.)NO | FI5 (9 Wo.)FI | — | Erstveröffentlichung: 18. März 2002                                                           |
| 2002 | Kärleken väntar Vapen & ammunition                      | SE2 (23 Wo.)SE | NO19 (1 Wo.)NO | FI16 (2 Wo.)FI | — | Erstveröffentlichung: 8. Juli 2002                                                            |
| 2002 | FF / VinterNoll2 Vapen & ammunition                     | SE2 Gold · (19 Wo.)SE | NO9 (2 Wo.)NO | FI10 (7 Wo.)FI | — | Erstveröffentlichung: 4. November 2002                                                        |
| 2005 | Max 500 Du & jag döden                                  | SE1 Platin · (22 Wo.)SE | NO1 (7 Wo.)NO | FI4 (4 Wo.)FI | DK6 (3 Wo.)DK | Erstveröffentlichung: 9. Februar 2005                                                         |
| 2005 | Palace & Main Du & jag döden                            | SE1 (17 Wo.)SE | — | FI5 (3 Wo.)FI | — | Erstveröffentlichung: 4. Mai 2005                                                             |
| 2005 | Den döda vinkeln Du & jag döden                         | SE14 (12 Wo.)SE | — | — | — | Erstveröffentlichung: 31. August 2005                                                         |
| 2005 | Vi Mot Världen Du & jag döden                           | SE1 ×2Doppelplatin · (33 Wo.)SE | — | — | — | Erstveröffentlichung: 2. November 2005                                                        |
| 2006 | Nålens öga –                                            | SE3 Gold · (23 Wo.)SE | — | — | — | Erstveröffentlichung: 21. Juni 2006                                                           |
| 2007 | Ingenting Tillbaka till samtiden                        | SE2 Gold · (24 Wo.)SE | NO2 (11 Wo.)NO | FI17 (2 Wo.)FI | DK11 (7 Wo.)DK | Erstveröffentlichung: 17. September 2007                                                      |
| 2007 | Columbus Tillbaka till samtiden                         | SE3 (11 Wo.)SE | — | — | — | Erstveröffentlichung: 3. Dezember 2007                                                        |
| 2007 | Tick Tack Columbus                                      | SE56 (1 Wo.)SE | — | — | — | Erstveröffentlichung: 3. Dezember 2007                                                        |
| 2008 | Generation Ex Tillbaka till samtiden                    | SE9 (6 Wo.)SE | — | — | — | Erstveröffentlichung: 7. April 2008                                                           |
| 2008 | Vy från ett luftslott Tillbaka till samtiden            | SE31 (9 Wo.)SE | — | — | — | Erstveröffentlichung: 15. Juni 2008 (Download) Erstveröffentlichung: 2. Juli 2008 (CD)        |
| 2009 | Töntarna Röd                                            | SE1 Gold · (12 Wo.)SE | NO1 (2 Wo.)NO | FI5 (1 Wo.)FI | — | Erstveröffentlichung: 5. Oktober 2009 (Download) Erstveröffentlichung: 12. Oktober 2009 (CD)  |
| 2009 | 2000 –                                                  | SE1 (2 Wo.)SE | — | — | — | Erstveröffentlichung: 13. November 2009 (nur Download)                                        |
| 2009 | Hjärta Röd                                              | SE30 (5 Wo.)SE | — | — | — | Erstveröffentlichung: 21. Dezember 2009 (Download) Erstveröffentlichung: 11. Januar 2010 (CD) |
| 2010 | Idioter Röd                                             | SE33 (2 Wo.)SE | — | — | — | Erstveröffentlichung: 8. März 2010                                                            |
| 2010 | Gamla Ullevi En plats i solen                           | SE1 (2 Wo.)SE | — | — | — | Erstveröffentlichung: 25. Juni 2010 (nur Download)                                            |
| 2010 | Skisser för sommaren En plats i solen                   | SE2 (8 Wo.)SE | — | — | — | Erstveröffentlichung: 25. Juni 2010 (nur Download)                                            |
| 2010 | Ismael / Varje gång du möter min blick En plats i solen | SE13 (2 Wo.)SE | — | — | — | Erstveröffentlichung: 5. Oktober 2010                                                         |
| 2012 | 999 Jag är inte rädd för mörkret                        | SE10 (15 Wo.)SE | — | — | — | Erstveröffentlichung: 28. März 2012                                                           |
| 2012 | Jag ser dig Jag är inte rädd för mörkret                | SE33 (3 Wo.)SE | — | — | — | Erstveröffentlichung: 27. Juni 2012                                                           |
| 2012 | Tänd på Jag är inte rädd för mörkret                    | SE37 (1 Wo.)SE | — | — | — | Erstveröffentlichung: 3. Oktober 2012                                                         |
| 2014 | La Belle Epoque Tigerdrottningen                        | SE8 Gold · (18 Wo.)SE | — | — | — | Erstveröffentlichung: 12. März 2014                                                           |
| 2014 | Var är vi nu? Tigerdrottningen                          | SE21 (2 Wo.)SE | — | — | — | Erstveröffentlichung: 1. Januar 2014                                                          |
| 2014 | Mirage Tigerdrottningen                                 | SE18 (2 Wo.)SE | — | — | — | Erstveröffentlichung: 3. September 2014                                                       |
| 2016 | Egoist Best Of                                          | SE4 ×3Dreifachplatin · (21 Wo.)SE | — | — | — | Erstveröffentlichung: 14. März 2016                                                           |
| 2016 | Vi är inte längre där Då som nu för alltid              | SE22 (7 Wo.)SE | — | — | — | Erstveröffentlichung: 3. Mai 2016                                                             |
| Folgende Lieder erschienen nicht als Single, wurden aber durch das Album zum Download und Streaming bereitgestellt und konnten somit eine Platzierung erlangen: |                                                         | | | | |                                                                                               |
| |                                                         | | | | |                                                                                               |
| 2010 | Utan dina andetag B-sidor 95–00                         | SE11 (17 Wo.)SE | — | — | — | Höchstplatzierung: 2025                                                                       |
| 2010 | Sverige Vapen & ammunition                              | SE43 (4 Wo.)SE | — | — | — | Höchstplatzierung: 2025                                                                       |
| 2016 | Den vänstra stranden Då som nu för alltid               | SE39 (2 Wo.)SE | — | — | — |                                                                                               |
| 2016 | Förlåtelsen Då som nu för alltid                        | SE41 (3 Wo.)SE | — | — | — |                                                                                               |
| 2024 | Pärlor Vapen & ammunition                               | SE4 (24 Wo.)SE | — | — | — | Höchstplatzierung: 2025                                                                       |
| 2025 | Mannen i den vita hatten (16 år senare) Du & jag döden  | SE29 (2 Wo.)SE | — | — | — |                                                                                               |
| 2025 | Socker Vapen & ammunition                               | SE39 (1 Wo.)SE | — | — | — |                                                                                               |
| 2025 | Romeo återvänder ensam Du & jag döden                   | SE59 (1 Wo.)SE | — | — | — |                                                                                               |

Weitere Schwedische Singles
- 1995: När det blåser på månen
- 1995: Som vatten
- 1995: Frank
- 1995: Jag vill inte vara rädd
- 2012: Ingen kunde röra oss

### Englische Singles
| Jahr | Titel Album | Höchstplatzierung, Gesamtwochen, AuszeichnungChartsChartplatzierungen (Jahr, Titel, Album, Platzierungen, Wochen, Auszeichnungen, Anmerkungen) | Anmerkungen |
| Jahr | Titel Album | UK | Anmerkungen |
| ---- | ----------- | --- | ----------- |
| 1999 | 747 Isola   | UK61 (1 Wo.)UK |             |

Weitere Englische Singles
- 1998: If you were here (Original: Om du var här)
- 1998: Things she said (Original: Saker man ser)
- 1999: 747 - We ran out of time (Original: 747)
- 1999: If you were here (Neuauflage)
- 2000: Music non stop (Original: Musik non stop)

### Boxsets
| Jahr | Titel         | Höchstplatzierung, Gesamtwochen, AuszeichnungChartplatzierungen (Jahr, Titel, Platzierungen, Wochen, Auszeichnungen, Anmerkungen) | Höchstplatzierung, Gesamtwochen, AuszeichnungChartplatzierungen (Jahr, Titel, Platzierungen, Wochen, Auszeichnungen, Anmerkungen) | Höchstplatzierung, Gesamtwochen, AuszeichnungChartplatzierungen (Jahr, Titel, Platzierungen, Wochen, Auszeichnungen, Anmerkungen) | Anmerkungen                            |
| Jahr | Titel         | SE | NO | FI | Anmerkungen                            |
| ---- | ------------- | --- | --- | --- | -------------------------------------- |
| 2008 | Box 1991-2008 | SE1 Platin · (76 Wo.)SE | NO38 (1 Wo.)NO | FI18 (2 Wo.)FI | Erstveröffentlichung: 31. Oktober 2008 |

## Dokumentationen
- 2000: Så nära får ingen gå – ett år med Kent (Produzenten: Per Sinding-Larsen und Mathias Engstrand)
- 2008: Stjärnorna från psykbunkern – sommarens följetong på Per Sinding-Larsens blogg (Produzent: Per Sinding-Larsen für Sveriges Television)
- 2016: Vi är inte längre där – sista åren med Kent (Produzent: Per Sinding-Larsen und Björn Tjärnberg)

## Auszeichnungen für Musikverkäufe
| Goldene Schallplatte - Dänemark - 2025: für das Lied Röd |

Anmerkung: Auszeichnungen in Ländern aus den Charttabellen bzw. Chartboxen sind in ebendiesen zu finden.
| Land/RegionAuszeichnungen für Musikverkäufe (Land/Region, Auszeichnungen, Verkäufe, Quellen) | Gold       | Platin       | Verkäufe  | Quellen              |
| -------------------------------------------------------------------------------------------- | ---------- | ------------ | --------- | -------------------- |
| Dänemark (IFPI)                                                                              | Gold1      | 3× Platin3   | 105.000   | ifpi.dk              |
| Finnland (IFPI)                                                                              | 4× Gold4   | Platin1      | 133.858   | ifpi.fi              |
| Norwegen (IFPI)                                                                              | Gold1      | 2× Platin2   | 100.000   | ifpi.no              |
| Schweden (IFPI)                                                                              | 7× Gold7   | 32× Platin32 | 1.730.000 | sverigetopplistan.se |
| Insgesamt                                                                                    | 13× Gold13 | 38× Platin38 |           |                      |